# Оперативное управление Генерального штаба Армии обороны Израиля
Оперативное управление Генерального штаба Армии обороны Израиля (ивр. אגף המבצעים‎) — одно из структурных формирований Генерального штаба Армии обороны Израиля.
В прошлом называлось «Главное управление Генерального штаба».
Оперативное управление отвечает за планирование и осуществление операций Армии обороны Израиля через командные центры АОИ, штаб-квартиру ВВС, командование военно-морских сил и сухопутных войск, а также с помощью других отделов Генерального штаба.
С июля 2025 года управление возглавляет генерал-майор (алуф) Ицик Коэн.

## Основные направления деятельности
- Подготовка подразделений Армии обороны Израиля к военным действиям, чрезвычайным ситуациям и обеспечению безопасности.
- Создание и координирование оперативных планов военных действий, действий в чрезвычайных ситуациях и в условиях угроз безопасности.
- Разработка эксплуатационных концепций, на основе концепции национальной безопасности и в соответствии с теорией ведения военных действий.

## История
Оперативное управление было создано в конце 1947 года, взамен «отдела планирования» и «отдела операций», существовавших в организации Хагана. 16 ноября 1947 года первым начальником оперативного управления был назначен Игаль Ядин, который и занялся начальным формированием управления. Управление состояло из пяти отделов: общий отдел стратегического планирования, отдел оперативного управления (проектирования текущих операций), разведывательный отдел, технический отдел и отдел администрирования и координации с другими управлениями.

## Структура управления
- Оперативный отдел
- Департамент операций
- Отдел планирования
- Отдел обороны
- Отдел специальных мероприятий
- Пресс-служба
- Отдел анализа, военной доктрины и обучения войск
- Отдел истории
- Департамент безопасности Генерального штаба

## Главы управления
Главы управления имеют звание генерал-майор (алуф), в случае продвижения на должность начальника Генерального штаба они получают звание генерал-лейтенант (рав-алуф).
| Имя                | Должность                                                   | Даты                                 | Комментарии                                                           |
| ------------------ | ----------------------------------------------------------- | ------------------------------------ | --------------------------------------------------------------------- |
| Игаль Ядин         | Глава управления                                            | 16 ноября 1947 — 9 ноября 1949       | Основал управление. В дальнейшем второй начальник Генерального штаба. |
| Мордехай Маклеф    | Глава управления, заместитель начальника Генерального штаба | 14 ноября 1949 — 7 декабря 1952      | В дальнейшем третий начальник Генерального штаба                      |
| Моше Даян          | Глава управления                                            | 17 декабря 1952 — 6 декабря 1953     | В дальнейшем четвёртый начальник Генерального штаба                   |
| Йосеф Авидар       | Глава управления                                            | 22 декабря 1953 — 15 февраля 1955    |                                                                       |
| Меир Амит          | Глава управления                                            | 23 февраля 1955 — 28 мая 1955        | В дальнейшем руководитель Моссада                                     |
| Хаим Ласков        | Глава управления, заместитель начальника Генерального штаба | 28 августа 1955 — 24 июля 1956       | В дальнейшем пятый начальник Генерального штаба                       |
| Меир Амит          | Глава управления                                            | 5 августа 1956 — 26 января 1958      |                                                                       |
| Цви Цур            | Глава управления, заместитель начальника Генерального штаба | 26 января 1958 — 10 сентября 1958    | В дальнейшем шестой начальник Генерального штаба                      |
| Меир Зореа         | Глава управления                                            | 10 сентября 1958 — 28 апреля 1959    |                                                                       |
| Ицхак Рабин        | Глава управления                                            | 28 апреля 1959 — 23 января 1961      | В дальнейшем седьмой начальник Генерального штаба                     |
| Ицхак Рабин        | Глава управления, заместитель начальника Генерального штаба | 23 января 1961 — 30 декабря 1963     |                                                                       |
| Хаим Бар-Лев       | Глава управления                                            | 1 января 1964 — 27 апреля 1966       | В дальнейшем восьмой начальник Генерального штаба                     |
| Эзер Вейцман       | Глава управления                                            | 27 апреля 1966 — 14 декабря 1969     | В дальнейшем Президент Государства Израиль                            |
| Дэвид Лазарус      | Глава управления                                            | 23 декабря 1969 — 1 января 1972      | В дальнейшем девятый начальник Генерального штаба                     |
| Исраэль Таль       | Глава управления, заместитель начальника Генерального штаба | 1 января 1972 — 28 июня 1973         |                                                                       |
| Рехаваам Зеэви     | Глава управления                                            | 2 ноября 1973 — 16 января 1974       |                                                                       |
| Ицхак Хофи         | Глава управления                                            | 16 января 1974 — 16 апреля 1974      | В дальнейшем руководитель Моссада                                     |
| Херцель Шафир      | Глава управления                                            | 16 апреля 1974 — 1 марта 1976        | В дальнейшем начальник израильской полиции                            |
| Йекутиэль Адам     | Глава управления                                            | 2 марта 1976 — 25 августа 1977       |                                                                       |
| Рафаэль Эйтан      | Глава управления                                            | 25 августа 1977 — 7 апреля 1978      | В дальнейшем одиннадцатый начальник Генерального штаба                |
| Йекутиэль Адам     | Глава управления, заместитель начальника Генерального штаба | 25 августа 1977 — январь 1982        |                                                                       |
| Моше Леви          | Глава управления, заместитель начальника Генерального штаба | январь 1982—1983                     | В дальнейшем двенадцатый начальник Генерального штаба                 |
| Давид Иври         | Глава управления, заместитель начальника Генерального штаба | 1983-1985                            |                                                                       |
| Дан Шомрон         | Глава управления, заместитель начальника Генерального штаба | 17 января 1985 — 1 октябрь 1986      | В дальнейшем тринадцатый начальник Генерального штаба                 |
| Амир Дрори         | Глава управления, заместитель начальника Генерального штаба | 1 октября 1986 — 6 апреля 1987       |                                                                       |
| Эхуд Барак         | Глава управления, заместитель начальника Генерального штаба | 7 мая 1987 — 13 марта 1991           | В дальнейшем четырнадцатый начальник Генерального штаба               |
| Амнон Липкин-Шахак | Глава управления, заместитель начальника Генерального штаба | 13 марта 1991 — 29 ноября 1994       | В дальнейшем пятнадцатый начальник Генерального штаба                 |
| Матан Вильнаи      | Глава управления, заместитель начальника Генерального штаба | 29 ноября 1994 — 15 сентября 1997    |                                                                       |
| Шауль Мофаз        | Глава управления, заместитель начальника Генерального штаба | 15 сентября 1997 — 11 июня 1998 года | В дальнейшем шестнадцатый начальник Генерального штаба                |
| Узи Даян           | Глава управления, заместитель начальника Генерального штаба | 11 июня 1998 — 27 июня 1999          |                                                                       |
| Дан Халуц          | Глава управления                                            | 27 июня 1999 — 15 сентября 2000 года | В дальнейшем восемнадцатый начальник Генерального штаба               |
| Гиора Айленд       | Глава управления                                            | 15 сентября 2000 — 25 января 2001    |                                                                       |
| Дан Харель         | Глава управления                                            | 26 января 2001 — 10 марта 2003       |                                                                       |
| Израиль Зив        | Глава управления                                            | 10 марта 2003 — 26 сентября 2005     |                                                                       |
| Гади Айзенкот      | Глава управления                                            | 26 сентября 2005 — 12 октября 2006   | В дальнейшем двадцать первый начальник Генерального штаба             |
| Таль Руссо         | Глава управления                                            | 12 октября 2006 — 4 октября 2010     |                                                                       |
| Яаков Аиш          | Глава управления                                            | 4 октября 2010 — 6 сентября 2012     |                                                                       |
| Йоав Хар Эвен      | Глава управления                                            | 6 сентября 2012 — 26 мая 2015        |                                                                       |
| Ницан Алон         | Глава управления                                            | 26 мая 2015 — 21 мая 2018            |                                                                       |
| Аарон Халива       | Глава управления                                            | 21 мая 2018 — 9 июня 2021            |                                                                       |
| Одед Басюк         | Глава управления                                            | 9 июня 2021 — 3 июля 2025            |                                                                       |
| Ицик Коэн          | Глава управления                                            | с 3 июля 2025                        |                                                                       |

## Помощники главы управления
| Имя              | Звание     | Даты                         | Комментарии                 |
| ---------------- | ---------- | ---------------------------- | --------------------------- |
| Цви Цур          | Алуф мишне | 1950 — 1951                  |                             |
| Хаим Бен Давид   | Алуф мишне | 1951 — 1953                  |                             |
| Меир Илан        | Алуф мишне | 1953 — 1954                  |                             |
| Асаф Симхони     | Алуф мишне | 1954 — 1956                  |                             |
| Меир Зореа       | Алуф мишне | февраль — июль 1956          |                             |
| Узи Наркис       | Алуф мишне | 1956 — 1957                  | во время Синайской войны    |
| Ариэль Амиад     | Алуф мишне | 1957 — 1958                  |                             |
| Шалом Ирон       | Алуф мишне | 1958 — 1960                  |                             |
| Исраэль Таль     | Алуф мишне | 1961                         |                             |
| Одед Мессер      | Алуф мишне | июль — декабрь 1961          |                             |
| Йешаягу Гавиш    | Алуф мишне | 1961 — 1962                  |                             |
| Эльад Пелед      | Алуф мишне | 1962 — 1963                  |                             |
| Гидон Эльром     | Алуф мишне | 1963 — 1964                  |                             |
| Рехавам Зеэви    | Алуф       | 1964 — 1968                  | во время Шестидневной войны |
| Ицхак Хофи       | Тат-алуф   | 1968 — 1969                  |                             |
| Герцль Шафир     | Тат-алуф   | 1969 — 1971                  |                             |
| Йона Эфрат       | Тат-алуф   | 1971 — 1973                  |                             |
| Арье Леви        | Тат-алуф   | август 1973 — сентябрь 1974  | во время войны Судного дня  |
| Мордехай Ципори  | Тат-алуф   | сентябрь 1974 — февраль 1976 |                             |
| Авигдор Бен-Гал  | Тат-алуф   | февраль 1976 — август 1976   |                             |
| Натан Ронни      | Тат-алуф   | август 1976 — декабрь 1978   |                             |
| Эйтан Барак      | Тат-алуф   | декабрь 1978 — апрель 1980   |                             |
| Ури Симхони      | Тат-алуф   | апрель 1980 — октябрь 1981   |                             |
| Амос Барам       | Тат-алуф   | октябрь 1981—1982            |                             |
| Гиора Рам-Форман | Тат-алуф   | 1982 — 1983                  | во время войны в Ливане     |
| Ури Саги         | Тат-алуф   | 1983 — 1986                  |                             |
| Амрам Мицна      | Тат-алуф   | 1986 — апрель 1987           |                             |
| Гиора Ром        | Тат-алуф   | апрель 1987—1989             |                             |
| Зеев Либана      | Тат-алуф   | 1989 — ноябрь 1991           |                             |
| Нехемья Тамари   | Тат-алуф   | 1991 — 1993                  |                             |
| Меир Даган       | Тат-алуф   | 1993 — 1995                  |                             |
| Эйтан Бен-Элияху | Тат-алуф   | 1995 — 1996                  |                             |
| Габи Ашкенази    | Тат-алуф   | 1996 — 1998                  |                             |
| Дан Халуц        | Тат-алуф   | 1998 — 1999                  |                             |